# Sleeping on the Sidewalk
Sleeping On the Sidewalk es una canción compuesta por Brian May, para el álbum de Queen, News of the World de 1977 inspirada por Eric Clapton.[cita requerida]
La canción es un rock cantado en su totalidad por el mismo Brian con un estilo muy Beatle, ya que recuerda mucho a las mejores canciones de la banda de Rock de los 60. El mismo hace la segunda voz en falsete recordando a Paul McCartney en The Beatles.[cita requerida]
Interpretada en el concierto de Portland durante el News of the World Tour, es una de las pocas canciones en la que no figura Freddie Mercury.
Kurt Cobain solía encerrarse en su automóvil y escuchar esta canción una y otra vez.[cita requerida]

## Instrumentación
- John Deacon: bajo
- Brian May: guitarra líder, voz y segunda voz
- Roger Taylor: batería

- Datos: Q1289463